# Chusquea riosaltensis
Chusquea riosaltensis är en gräsart som beskrevs av Lynn G. Clark. Chusquea riosaltensis ingår i släktet Chusquea och familjen gräs. Inga underarter finns listade i Catalogue of Life.